# DC Studios
DC Studios – amerykańskie studio filmowe, należące do Warner Bros., zajmujące się produkcją filmów, opartych na postaciach z DC Entertainment. W latach 2018–2022, gdy studio nosiło nazwę DC Films, prezesem był Walter Hamada. W listopadzie 2022 roku kontrolę nad firmą, przemianowaną na DC Studios przejęli James Gunn oraz Peter Safran.

## Historia
W 2016 roku, po niezbyt dobrym przyjęciu Batman v Superman: Świt sprawiedliwości, Warner Bros. postanowiło uruchomić DC Films w nadziei na konkurencję z Marvel Studios. Filmy franczyzowe DC Entertainment, należące do Warner Bros. zostały umieszczone w nowo utworzonym oddziale DC Films, aby oddzielić poszczególne gatunki. Prezesami zostali Jon Berg oraz Geoff Johns. Johns dodatkowo był również dyrektorem DC Comics.
Na produkcję Ligi Sprawiedliwości przeznaczono prawie 300 milionów dolarów, co było jednym z największych budżetów, ale film zarobił około 94 milionów dolarów w weekend otwarcia, podczas gdy Czarna Pantera z Filmowego Uniwersum Marvela w ciągu czterech dni przekroczyła łączny dochód Ligi Sprawiedliwości w USA. Studio jednak nie zamierzało rezygnować z planów tworzenia DC Extended Universe. W grudniu 2017 studio ujawniło swoje najbliższe plany filmowe, w tym między innymi takie filmu, jak Wonder Woman, Shazam! czy Batman. W tym samym miesiącu Warner Bros. ogłosiło, że Berg opuści stanowisko współprezesa studia, aby założyć firmę produkcyjną z siedzibą w Warner Bros. wraz z Royem Lee. W styczniu 2018 roku ogłoszono, że dyrektor wykonawczy Warner Bros., Walter Hamada, zostanie nowym prezesem DC Films i będzie nadzorował produkcję filmów, należących do DC Extended Universe.
W kwietniu 2022 roku, po połączeniu WarnerMedia i Discovery, Inc. i utworzeniu Warner Bros. Discovery, nowy dyrektor generalny David Zaslav planował restrukturyzację DC Entertainment, w tym posiadanie lidera kreatywnego, na wzór prezesa Marvel Studios Kevina Feige'a, który kierowałby projektami filmowymi i telewizyjnymi. W lipcu Toby Emmerich ustąpił z funkcji szefa Warner Bros. Motion Picture Group, a grupa została zrestrukturyzowana. Byli dyrektorzy MGM, Michael De Luca i Pamela Abdy zostali współzarządzającymi Warner Bros. Pictures i New Line Cinema.
Kiedy wydanie filmu Batgirl zostało anulowane, Hamada miał dowiedzieć się o decyzji dopiero, gdy De Luca i Abdy poinformowali go o tym na pokazie testowym filmu Black Adam (2022). Był zdenerwowany, że nikt z nim tego nie konsultował i rozważał rezygnację, ale zgodził się zostać przynajmniej do czasu premiery Black Adama. Ostatecznie jednak odszedł z firmy dwa dni przed wydaniem filmu.
W październiku 2022 roku ogłoszono, że James Gunn i Peter Safran będą pełnić funkcję współzarządzających studia, przemianowanego na „DC Studios”. Duet będzie nadzorował produkcję filmów, telewizji i animacji pod szyldem DC. Gunn będzie nadzorował kreatywny rozwój projektów DC, poza Joker: Folie a Deux, który pozostanie pod nadzorem De Luki i Abdy.

## Wyprodukowane filmy i seriale

### Filmy
| Tytuł                                                       | Data premiery       | Reżyser                  | Franczyza                         | Uwagi                                                                                            |
| DC Films                                                    | DC Films            | DC Films                 | DC Films                          | DC Films                                                                                         |
| ----------------------------------------------------------- | ------------------- | ------------------------ | --------------------------------- | ------------------------------------------------------------------------------------------------ |
| Legion samobójców                                           | 5 sierpnia 2016     | David Ayer               | DC Extended Universe              | -                                                                                                |
| Wonder Woman                                                | 2 czerwca 2017      | Patty Jenkins            | DC Extended Universe              | -                                                                                                |
| Liga sprawiedliwości                                        | 17 listopada 2017   | Zack Snyder Joss Whedon  | DC Extended Universe              | -                                                                                                |
| Aquaman                                                     | 21 grudnia 2018     | James Wan                | DC Extended Universe              | -                                                                                                |
| Shazam!                                                     | 5 kwietnia 2019     | David F. Sandberg        | DC Extended Universe              | -                                                                                                |
| Joker                                                       | 4 października 2019 | Todd Phillips            | Seria filmów Joker                | -                                                                                                |
| Ptaki Nocy (i fantastyczna emancypacja pewnej Harley Quinn) | 7 lutego 2020       | Cathy Yan                | DC Extended Universe              | -                                                                                                |
| Wonder Woman 1984                                           | 25 grudnia 2020     | Patty Jenkins            | DC Extended Universe              | Wydane w kinach i na HBO Max/HBO Go                                                              |
| Liga Sprawiedliwości Zacka Snydera                          | 18 marca 2021       | Zack Snyder              | -                                 | Wersja reżyserska Ligi Sprawiedliwości, wydane na HBO Max, nie jest częścią DC Extended Universe |
| The Suicide Squad                                           | 6 sierpnia 2021     | James Gunn               | DC Extended Universe, DC Universe | Wydane w kinach i na HBO Max/HBO Go                                                              |
| Batman                                                      | 4 marca 2022        | Matt Reeves              | Własne uniwersum Batmana          | Wydane; nie jest częścią DC Extended Universe                                                    |
| DC Super Pets!                                              | 29 lipca 2022       | Jared Stern & Sam Levine | -                                 | Wydane, nie jest częścią DC Extended Universe                                                    |
| Black Adam                                                  | 3 października 2022 | Jaume Collet-Serra       | DC Extended Universe              | -                                                                                                |
| Shazam! Gniew bogów                                         | 17 marca 2023       | David F. Sandberg        | DC Extended Universe              | -                                                                                                |
| Flash                                                       | 23 czerwca 2022     | Andy Muschietti          | DC Extended Universe              |                                                                                                  |
| Blue Beetle                                                 | 18 sierpnia 2023    | Angel Manuel Soto        | DC Extended Universe              |                                                                                                  |
| Aquaman i Zaginione Królestwo                               | 25 grudnia 2023     | James Wan                | DC Extended Universe              |                                                                                                  |
| Joker: Folie à deux                                         | 4 października 2024 | Todd Phillips            | Seria filmów Joker                |                                                                                                  |
| DC Studios                                                  |                     |                          |                                   |                                                                                                  |
| Superman                                                    | 11 lipca 2025       | James Gunn               | DC Universe                       | Postprodukcja                                                                                    |
| Supergirl: Woman of Tomorrow                                | 26 czerwca 2026     | Craig Gillespie          | DC Universe                       | W fazie rozwoju                                                                                  |
| Clayface                                                    | 11 września 2026    | BRAK DANYCH              | DC Universe                       | W fazie rozwoju                                                                                  |
| The Batman – Part II                                        | 1 października 2027 | Matt Reeves              | Własne uniwersum Batmana          | W fazie rozwoju                                                                                  |

### Seriale
| Tytuł                  | Premiera      | Twórca         | Franczyza                     | Uwagi                    |
| ---------------------- | ------------- | -------------- | ----------------------------- | ------------------------ |
| Pingwin                | wrzesień 2024 | Lauren LeFranc | Własne uniwersum Batmana      |                          |
| Koszmarne Komando      | grudzień 2024 | James Gunn     | DC Universe                   |                          |
| Harley Quinn (seria 5) | styczeń 2025  | Dean Lorey     | Własne uniwersum Harley Quinn |                          |
| Peacemaker (seria 2)   | sierpień 2025 | James Gunn     | DC Universe                   | Seria 1 należała do DCEU |